# Aardvlooien

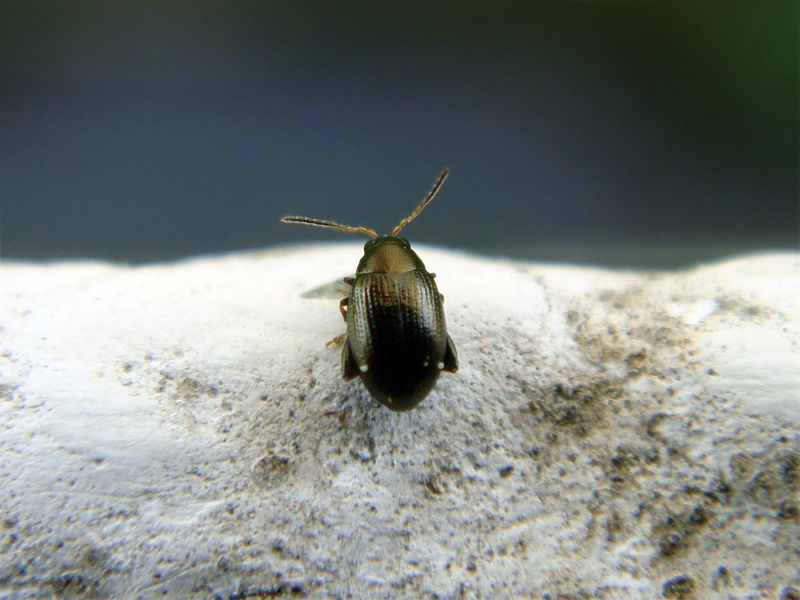
Blauwe bietenaardvlo

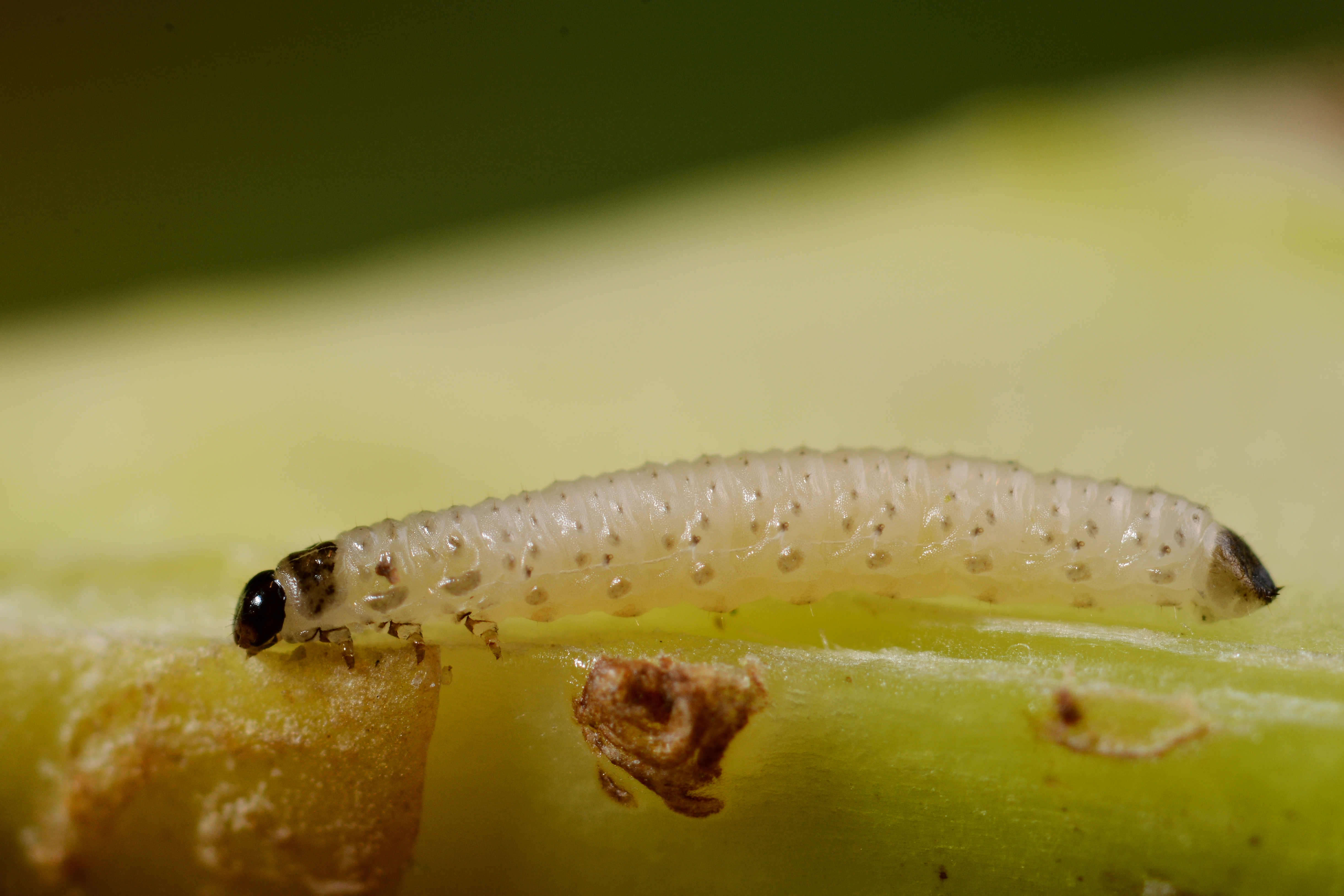
Larve van de koolzaadaardvlo

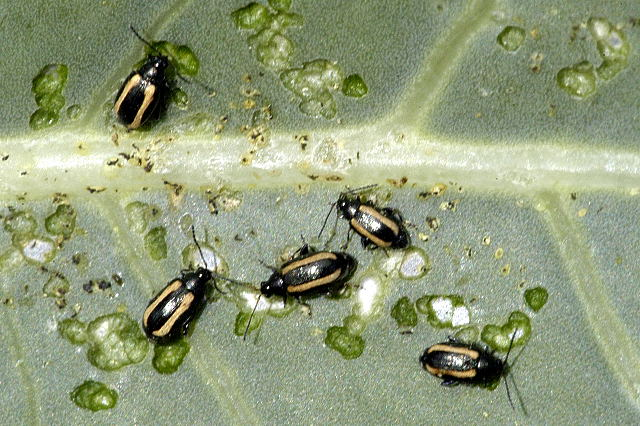
Vraatschade op een koolblad door de Gestreepte graanaardvlo

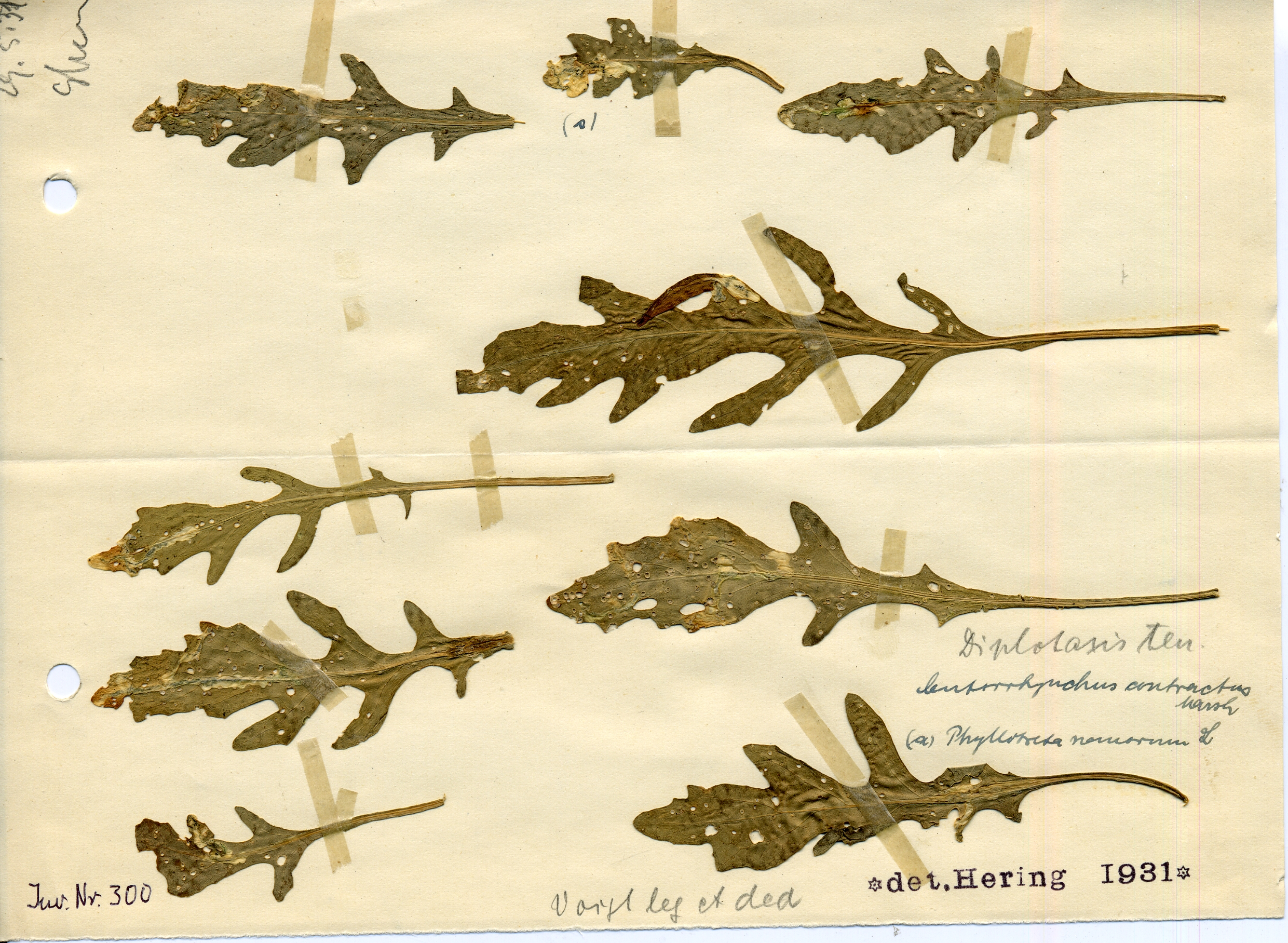
Vraatschade op wilde rucola door de grote gestreepte aardvlo

Aardvlooien zijn bladkevers, die behoren tot de tribus Alticini. Het zijn kleine tot zeer kleine kevers (meestal niet groter dan 5 mm), die meestal grote sprongen kunnen maken als ze verstoord worden, dankzij een veermechanisme (de "metafemorale veer") in de sterk ontwikkelde dij van de achterste poten. Vandaar de naam aardvlo. Er zijn echter ook aardvlooien, zoals de stokroosaardvlo (Podagrica fuscicornis), die geen sterk ontwikkelde dij hebben en dus geen grote sprongen kunnen maken.
Aardvlooien zijn planteneters, die zich voeden met de wortels, bladeren en stengels en zelden met de bloemen van bepaalde planten. Vooral de bladeren van jonge plantjes worden aangevreten en vertonen vensters en later gaatjes.

## Levenswijze
Enkele voorbeelden:

### Phyllotreta-soorten op suikerbieten
In het begin van de zomer worden boven in de grond de eitjes gelegd. Na het uitkomen vreten de larven aan de plantenwortels van de bieten, zonder echt schade te veroorzaken. De kever overwintert in het volwassen stadium en geeft het volgende jaar de schade. Als de luchttemperatuur 18oC is, komen ze tevoorschijn. De aantasting treedt vooral op onder droge omstandigheden. Bij suikerbieten van half april tot begin juli.

### Distelaardvlo
De volwassen kevers van de distelaardvlo vliegen van mei tot september. De larven ontwikkelen zich in de bladeren van de waardplanten. Ze overwinteren meestal in het derde larvale (laatste) stadium. De verpopping vindt plaats in het voorjaar. De volwassen kevers voeden zich ook met de bladeren van de waardplanten en leggen de eitjes.

## Soorten

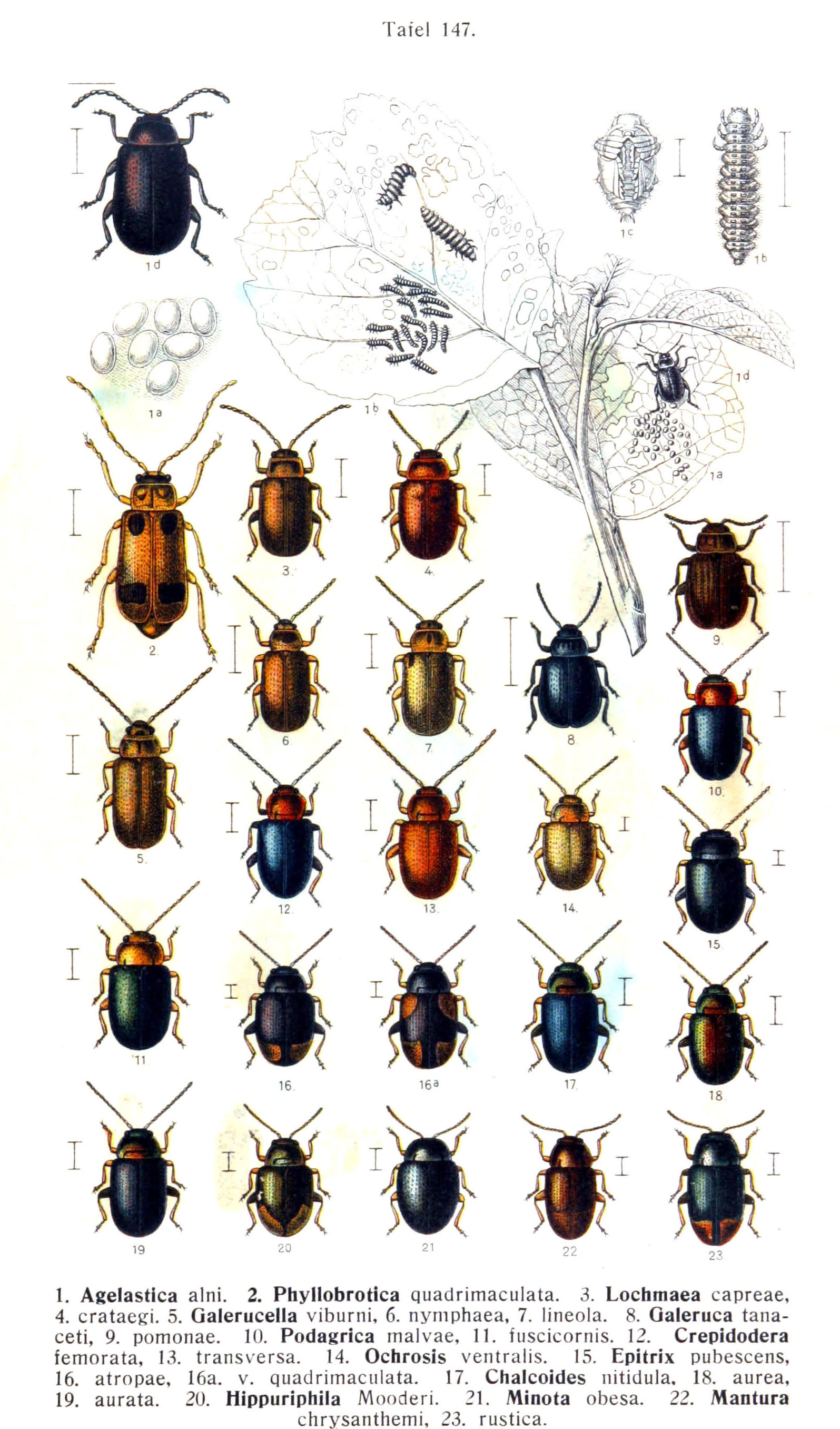
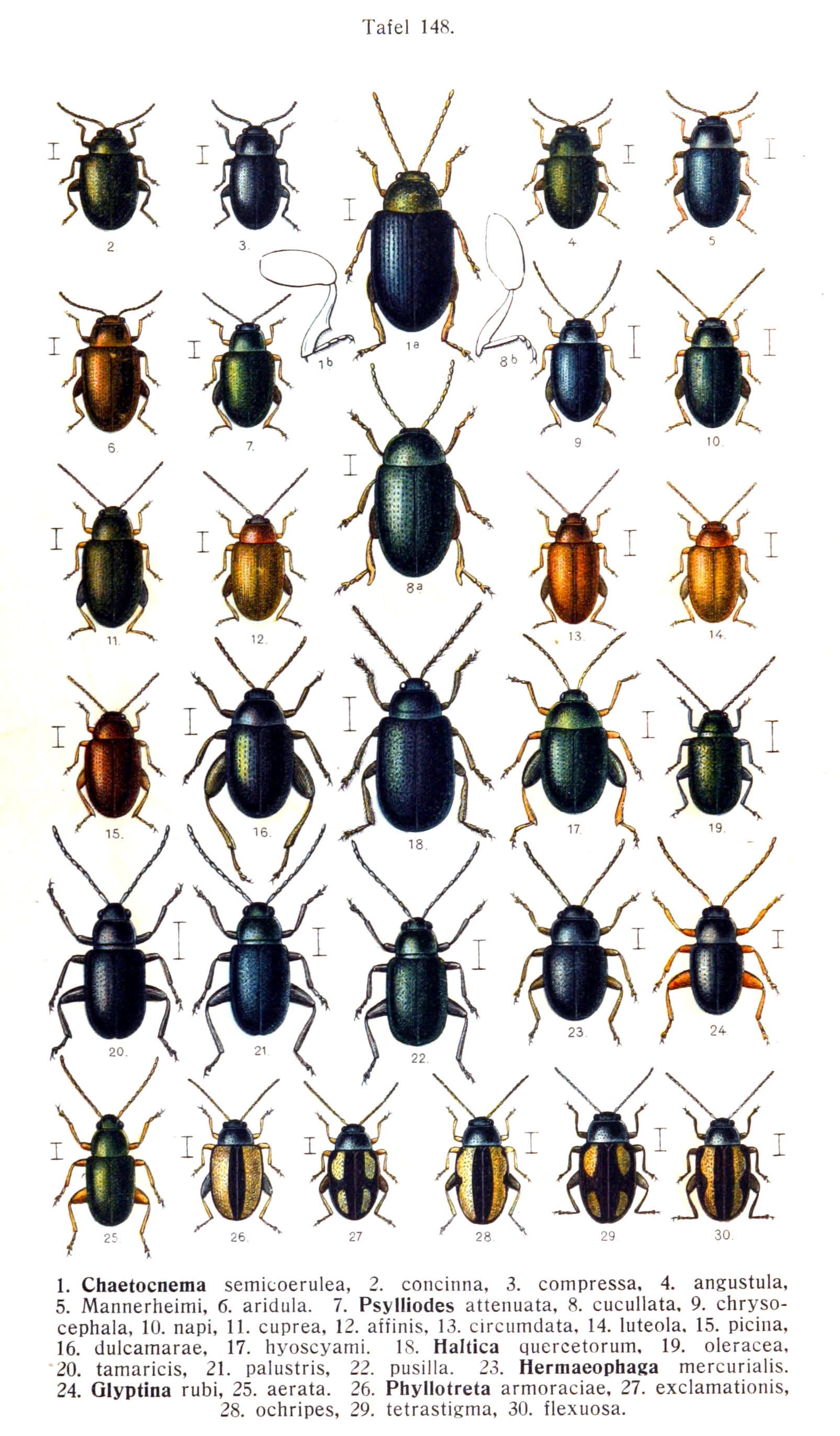

De volgende soorten aardvlooien komen in Nederland voor:
- Altica lythri Aubé, 1843 Kattenstaartaardvlo
- Altica oleracea (Linnaeus, 1758) Teunisbloemaardvlo
- Altica quercetorum Foudras, 1860 Eikenaardvlo
- Aphthona euphorbiae (Schrank, 1781) Vlasaardvlo
- Aphthona nonstriata (Goeze, 1777) Lisaardvlo
- Chaetocnema aridula (Gyllenhal, 1827) Blauwe graanaardvlo
- Chaetocnema concinna (Marsham, 1802) Blauwe bietenaardvlo
- Crepidodera aurata (Marsham, 1802) Gouden wilgenaardvlo
- Dibolia occultans (Koch, 1803) Zwarte gaffelaardvlo
- Epitrix atropae Foudras, 1860 Wolfskersaardvlo
- Epitrix pubescens (Koch, 1803) Nachtschade-aardvlo
- Hermaeophaga mercurialis (Fabricius, 1793) Bingelkruidaardvlo
- Hippuriphila modeeri (Linnaeus, 1760) Paardenstaartaardvlo
- Longitarsus aeruginosus (Foudras, 1860) Leverkruidaardvlo
- Longitarsus jacobaeae (Waterhouse, 1858) Jakobskruidaardvlo
- Longitarsus parvulus (Paykull, 1799) Kleine vlasaardvlo
- Longitarsus tabidus (Fabricius, 1775) Toortsaardvlo
- Lythraria salicariae (Paykull, 1800) Gele kattenstaartaardvlo
- Mantura chrysanthemi (Koch, 1803) Zuringaardvlo
- Phyllotreta atra (Fabricius, 1775) Zwarte koolaardvlo
- Phyllotreta cruciferae (Goeze, 1777) Blauwe koolaardvlo
- Phyllotreta nemorum (Linnaeus, 1758) Grote gestreepte aardvlo
- Phyllotreta nigripes (Fabricius, 1775) Blauwzijige koolaardvlo
- Phyllotreta nodicornis (Marsham, 1802) Reseda-aardvlo
- Phyllotreta undulata Kutschera, 1860 Kleine gestreepte aardvlo
- Phyllotreta vittula (Redtenbacher, 1849) Gestreepte graanaardvlo
- Podagrica fuscicornis (Linnaeus, 1767) Stokroosaardvlo
- Psylliodes affinis (Paykull, 1799) Gele bitterzoetaardvlo
- Psylliodes chrysocephala (Linnaeus, 1758) Koolzaadaardvlo
- Sphaeroderma rubidum (Graëlls, 1858) Rode distelaardvlo
- Sphaeroderma testaceum (Fabricius, 1775) Distelaardvlo